# Ajhuwa
Ajhuwa è una suddivisione dell'India, classificata come nagar panchayat, di 14.421 abitanti, situata nel distretto di Kaushambi, nello stato federato dell'Uttar Pradesh. In base al numero di abitanti la città rientra nella classe IV (da 10.000 a 19.999 persone).

## Geografia fisica
La città è situata a 25° 42' 53 N e 81° 15' 26 E.

## Società

### Evoluzione demografica
Al censimento del 2001 la popolazione di Ajhuwa assommava a 14.421 persone, delle quali 7.555 maschi e 6.866 femmine. I bambini di età inferiore o uguale ai sei anni assommavano a 2.524, dei quali 1.261 maschi e 1.263 femmine. Infine, coloro che erano in grado di saper almeno leggere e scrivere erano 7.090, dei quali 4.468 maschi e 2.622 femmine.